# Rüsselsheim am Main
Rüsselsheim am Main is een gemeente in de Duitse deelstaat Hessen. De stad heeft sonderstatus binnen de Landkreis Groß-Gerau. De stad telt 65.972 inwoners. Bij de stad bevindt zich een autofabriek waar voornamelijk een aantal modellen van Opel geproduceerd worden.
De gemeente heeft een oppervlakte van 58,3 km² en ligt in het centrum van Duitsland, iets ten westen van het geografisch middelpunt.

## Geschiedenis
Tot 30 juli 2015 heette de stad Rüsselsheim.

## Plaatsen in de gemeente Rüsselsheim
- Bauschheim, sinds 1 mei 1970
- (Alt-)Haßloch, sinds 1 april 1951
- Königstädten, sinds 1 juli 1956

## Geboren
- Adam Opel (1837-1895), oprichter van het automerk Opel
- Klaus Fuchs (1911-1988), kernfysicus en Sovjet-spion
- Norbert Blüm (1935-2020), federaal politicus
- Peter Kraus (1941-2024), hockeyer
- Andrea Ypsilanti (1957), politica
- Carlos Marín (1968-2021), Spaans bariton
- Mero (2000), Duits-Turks rapper

## Afbeeldingen

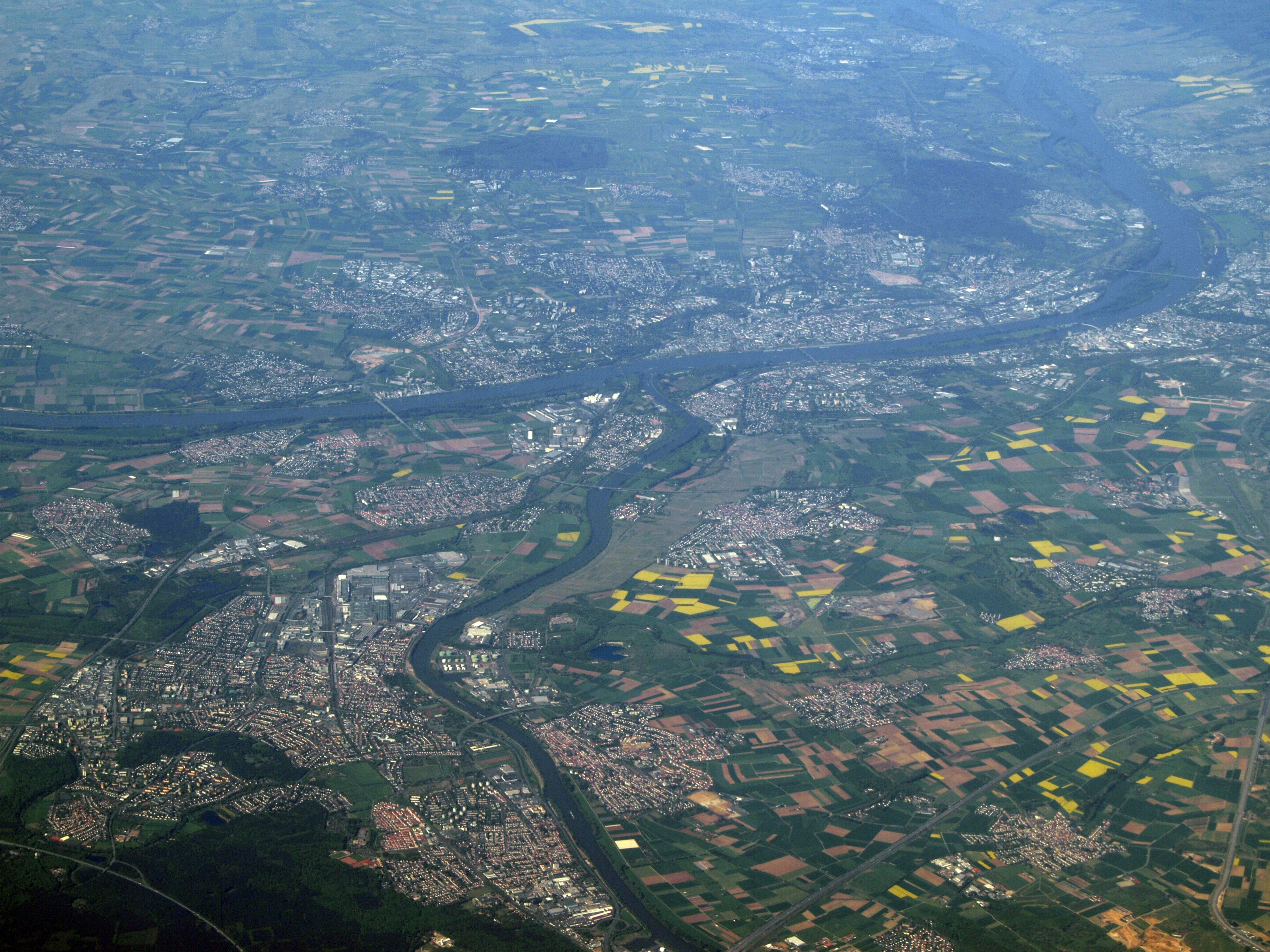
Gezicht op Rüsselsheim, met uitmonding van de Main (onder) in de Rijn (boven)
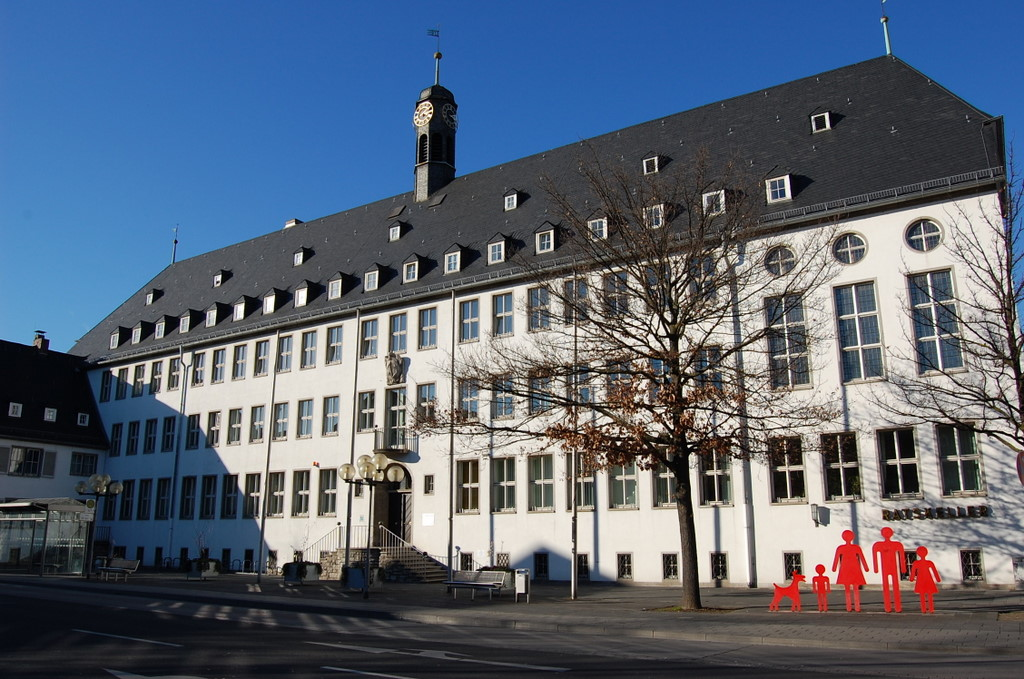
Gemeentehuis
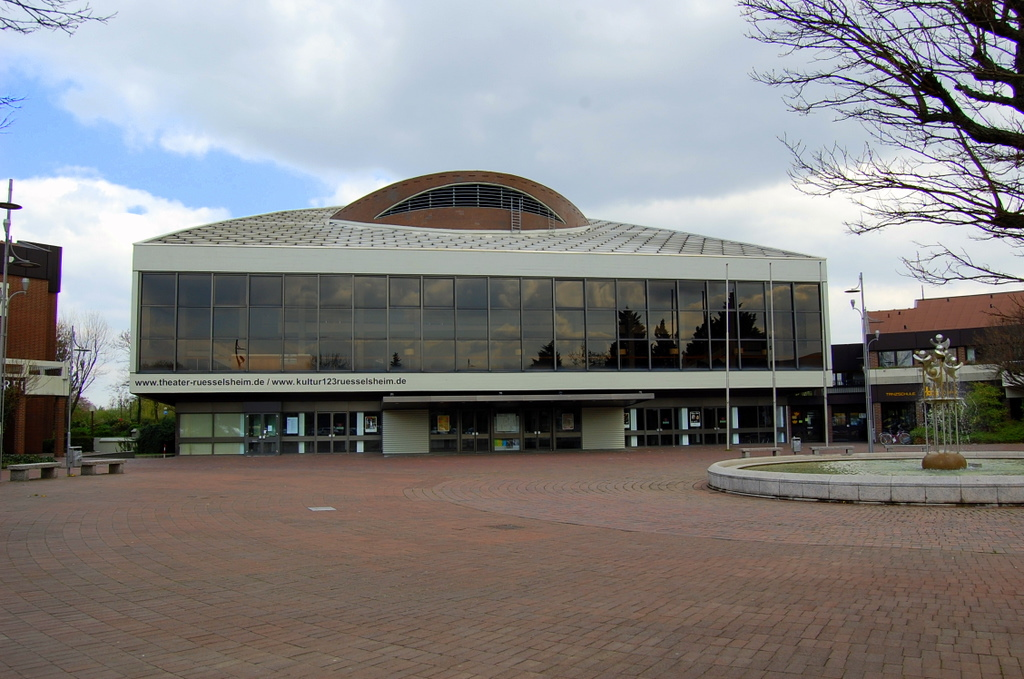
Stadttheater
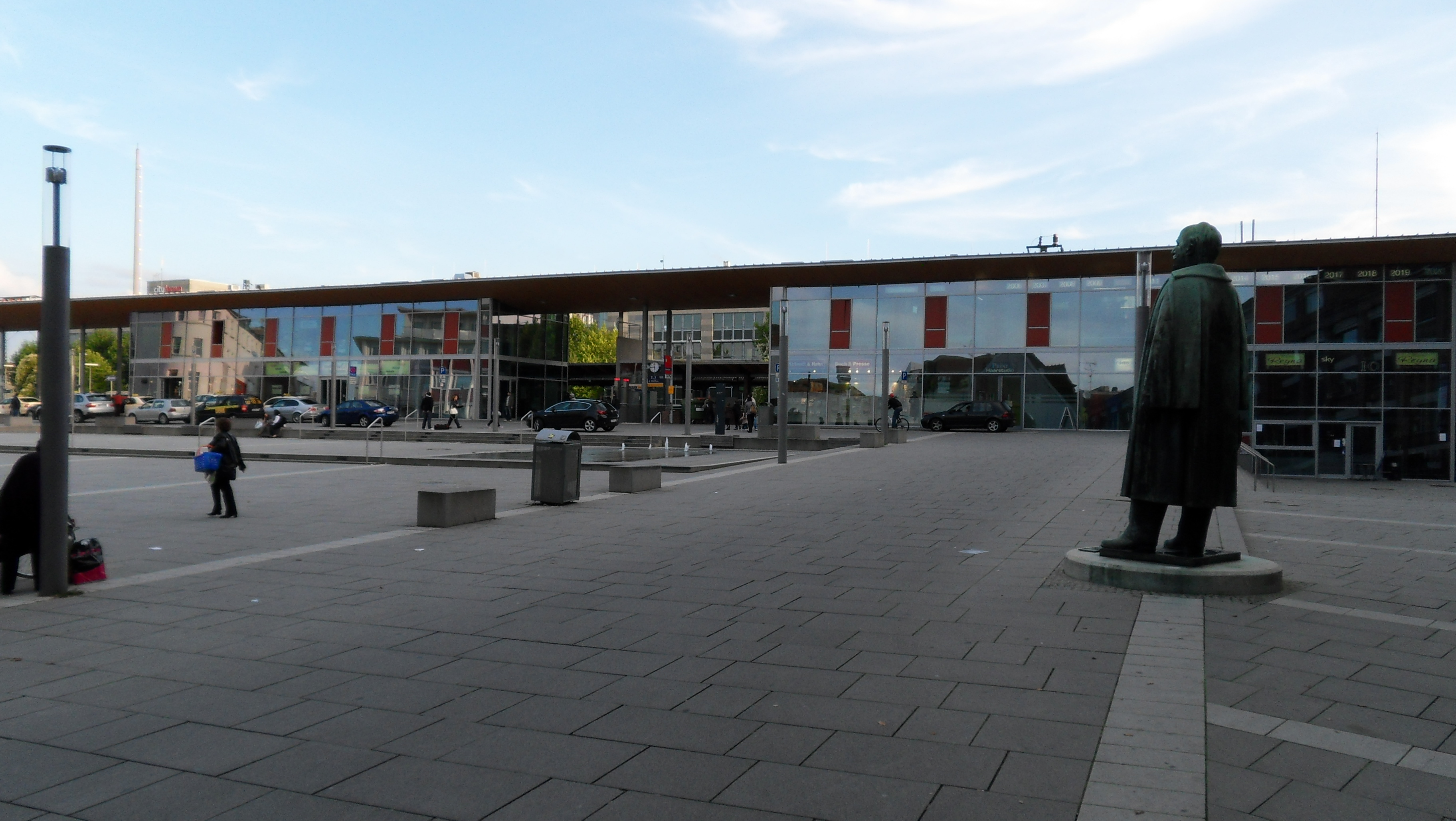
Station
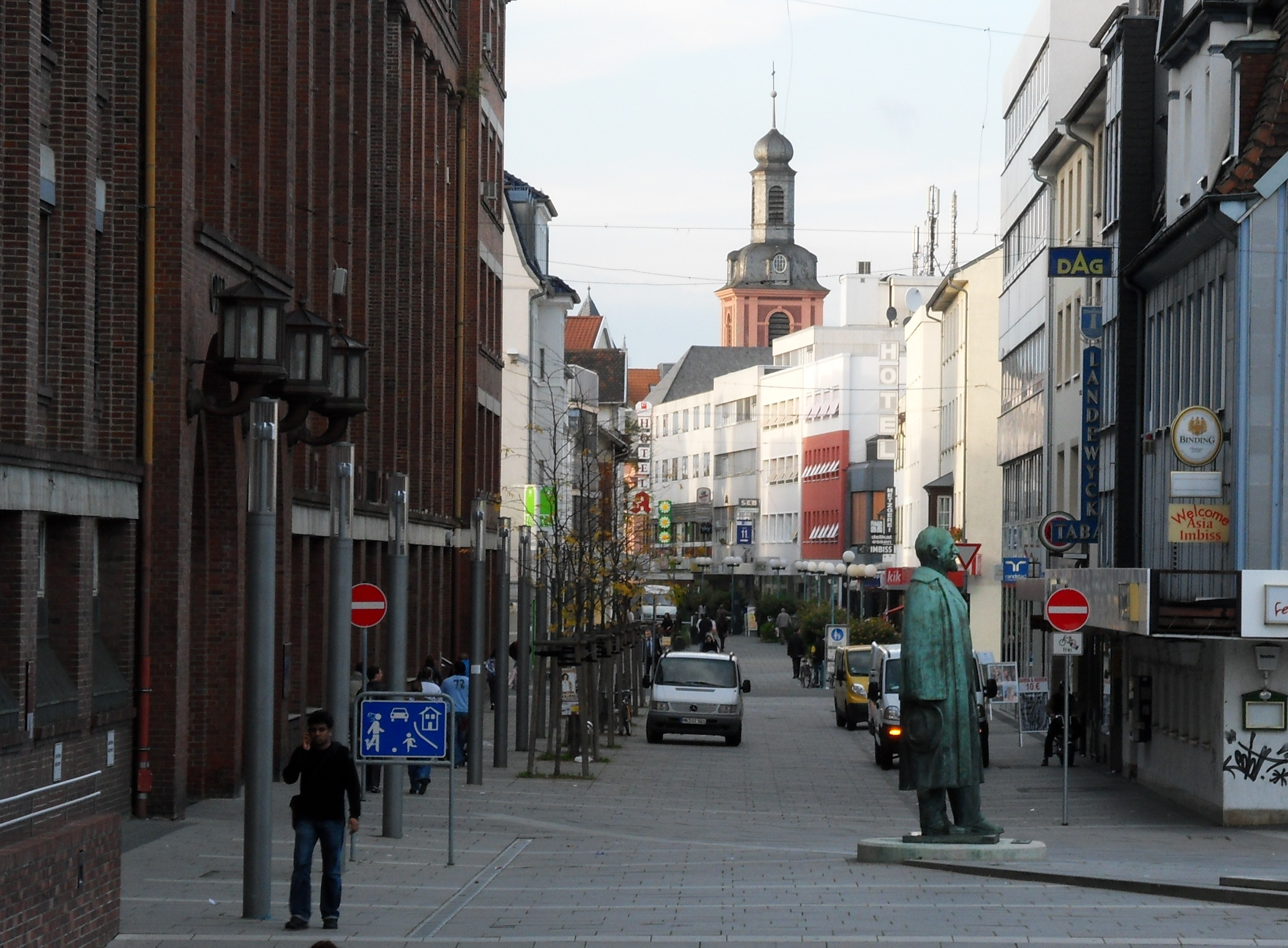
Marktstrasse

Biebesheim am Rhein ·
Bischofsheim ·
Büttelborn ·
Gernsheim ·
Ginsheim-Gustavsburg ·
Groß-Gerau ·
Kelsterbach ·
Mörfelden-Walldorf ·
Nauheim ·
Raunheim ·
Riedstadt ·
Rüsselsheim am Main ·
Stockstadt am Rhein ·
Trebur